# Pet Sounds
Pet Sounds er et The Beach Boys-album fra 1966.
Albummet bliver ofte set som bandmedlem Brian Wilsons mesterstykke, især pga. de mange musikalske nyskabelser som sangene bød på, og som skulle blive inspiration for The Beatles og deres berømte album Sgt. Pepper's Lonely Hearts Club Band fra 1967.
I 1995 blev Pet Sounds kåret som det bedste album nogensinde af det britiske musikmagasin MOJO.
George Martin, producer for The Beatles har udtalt: "Without Pet Sounds, Sgt. Pepper wouldn't have happened.. Pepper was an atempt to equal Pet Sounds."
Paul McCartney: "No one is educated musically 'til they've heard Pet Sounds.. It is a total, classic record that is unbeatable in many ways."
Pet Sound udkom d.16. maj 1966. Beatles Rubber Soul udkom 3. december 1965. Da Brian Wilson hørte dette album blev han slået i gulvet af beundring og gik for alvor i gang med Pet Sound.

## Numre
1. Wouldn't It Be Nice
2. You Still Believe in Me
3. That's Not Me
4. Don't Talk (Put Your Head on My Shoulder)
5. I'm Waiting for the Day
6. Let's Go Away for Awhile
7. Sloop John B
8. God Only Knows
9. I Know There's an Answer
10. Here Today
11. I Just Wasn't Made for These Times
12. Pet Sounds
13. Caroline, No